# Juillet 1777

## Événements
- 2 - 6 juillet, Campagne de Saratoga : siège et prise de Fort Ticonderoga par les Britanniques du lieutenant-général John Burgoyne.

- 3 juillet : Beaumarchais fonde la Société des auteurs dramatiques.

- 7 juillet : bataille de Hubbardton.

- 8 juillet : adoption de la Constitution du Vermont[1]. Le Vermont est le premier État de l'Union à abolir l'esclavage.

- 30 juillet : Boston Coffee Party. Une centaine de femmes obligent un marchand à leur livrer un stock de café[2].

- 31 juillet : le Congrès continental accepte les services de La Fayette.